# Нуова Ц. А. ди Пјацола сул Брента (Падова)
Нуова Ц. А. ди Пјацола сул Брента је насеље у Италији у округу Падова, региону Венето.
Према процени из 2011. у насељу је живело 22 становника. Насеље се налази на надморској висини од 21 м.